# Penaoola madida
Penaoola madida är en spindelart som beskrevs av Davies 1998. Penaoola madida ingår i släktet Penaoola och familjen Amphinectidae.
Artens utbredningsområde är Sydaustralien. Inga underarter finns listade i Catalogue of Life.